# ماریان مراوچک
ماریان مراوچک (اوکراینی: Мар'ян Осипович Марущак؛ زادهٔ ۱۰ مهٔ ۱۹۷۹) بازیکن فوتبال اهل اوکراین است.
از باشگاه‌هایی که در آن بازی کرده‌است می‌توان به باشگاه فوتبال اوورلا اوژهورود و باشگاه فوتبال اوبولون-برووار کیف اشاره کرد.